# Транспортна система
Транспортна система — це система взаємопов’язаних складових (людей, які задіяні в транспортному процесі; інфраструктури; транспортних засобів тощо), яка призначена для транспортування будь-кого (будь-чого). 

## Світова транспортна система
Транспорт – це одна з найважливіших складових виробничої інфраструктури України. Його ефективне функціонування є необхідною умовою стабілізації, піднесення структурних перетворень економіки, розвитку зовнішньоекономічних сфер діяльності, підвищення життєвого рівня населення, забезпечення національної безпеки країни.
Транспорт належить до сфери матеріального виробництва, є його четвертою галуззю (після видобувної, обробної промисловості та сільського господарства) і продовжує виробничий процес, доставляючи продукти від місця виробництва до місця споживання. Продукцією транспорту є сам процес переміщення, який здійснюється за допомогою транспортних засобів як у сфері виробництва, так і у сфері обігу.
Він впливає на розвиток господарства і як споживач металу, енергії, деревини, гуми, інших продуктів. На нього припадає значна частина основних виробничих фондів та промислово-виробничого персоналу.
Специфіка транспорту, як галузі господарства, полягає в тому, що він сам не виробляє продукцію, а бере учать у її створенні, забезпечує виробництво сировиною, матеріалами, обладнанням і перевозить готові вироби споживачу. Транспортні витрати включаються до собівартості продукції.
Транспорт є важливою складовою частиною ринкової інфраструктури, бо створює умови для формування загальнодержавного й місцевих ринків. Значення транспорту для будь-якої країни, що займає велику територію, дуже велике. Він відіграє в державі важливу економічну та оборонну роль.
Економічна роль транспорту проявляється, перш за все, в тому, що він є органічною ланкою кожного виробництва, виконує неперервну і масову постановку всіх видів сировини, палива і продукції з пунктів виробництва до споживача, а також здійснює розподіл праці, спеціалізацію й кооперацію виробництва. Без транспорту неможливо раціонально розмістити виробництво,
освоїти нові території і природні багатства. Транспорт – важливий фактор економічної інтеграції країн і розвитку міжнародної торгівлі.
Соціально-політичні функції транспорту виявляються в його здатності здійснювати обмін матеріальними й духовними цінностями між районами, містами, територіями і цим сприяє їх об'єднанню в єдину державу. Транспорт забезпечує вантажні, побутові і туристичні поїздки, а також медичне обслуговування людей, полегшує фізичну працю.
Різноманітне і важливе культурне значення транспорту, перш за все, полягає в тому, що він забезпечує спілкування між континентами, країнами, містами й людьми, та сприяє задоволенню їх естетичних потреб і культурному обміну.
Оборонна роль транспорту виділялася й підкреслювалась завжди. У всі часи він розглядався як один із важливих факторів забезпечення обороноздатності держави. Його функціями є перекидання військ і озброєнь, забезпечення об'єктів тилу і військового виробництва. Він є також важливою частиною багатьох видів військової зброї.Історія розвитку транспорту невіддільна від історії людського суспільства. Причиною цього є те, що без переміщення знарядь та предметів праці й самої людини неможливі ні виробництво споживання, ні яка-небудь інша цілеспрямована діяльність.
Транспорт виник у глибоку давнину. При первіснообщинному устрої потреби в транспорті були мінімальними. Для цього періоду характерні найпростіші транспортні засоби: в'ючні тварини, плоти, човни та ін.
Подальшого розвитку транспорт набув в рабовласницькому суспільстві, де завдяки розвитку землеробства і скотарства, відкриттю методів отримання і обробки металу, проходило збільшення продуктивності праці й одночасно її поділ. Збільшення об'єму продукції уже само по собі потребувало розвитку засобів транспорту. З виникненням приватної власності й поділом людей на класи, стали розвиватись держави, що призвело до збільшення транспортних потреб.
Розселення людей на обширних територіях, зокрема, по берегах річок і морів, будівництво міст, збір податків і данини, поширення обміну та торгівлі, завойовницькі й оборонні війни – усе це сприяло порівняно швидкого розвитку кораблебудування і водного транспорту.

### Типи транспортних систем світу
- Північноамериканський тип. Особливостями розвитку є високий рівень розвиненості всіх видів транспорту.
- Європейський тип. Найгустіша у світі транспортна мережа. Пасажирські перевезення — залізничний транспорт; вантажні — автомобільний транспорт.
- Євроазійський тип (країни СНД, Монголія). Відмінними рисами є недостатній розвиток автошляхів та низька їх якість.
- Азійський тип (усі країни Азії, крім Японії та «далекосхідних тигрів»). Основну роботу виконують залізниці. На Близькому Сході найрозвинутішим є автотранспорт, у приморських районах Південно-Східної Азії — каботажне судноплавство.